# Očura (żupania varażdińska)
Očura – wieś w Chorwacji, w żupanii varażdińskiej, w mieście Lepoglava. W 2011 roku liczyła 188 mieszkańców.